# 2017
سنة 2017 م (بالأرقام الرومانية:MMXVII) سنة بسيطة تبدأ يوم الأحد (الرابط يظهر نموذج الجدول الزمني الكامل للسنة) من التقويم الغريغوري. وهي السنة 2017 بعد الميلاد والسنة 17 في الألفية الثالثة والقرن الواحد والعشرين والسنة ال8 في عقد 2010.

## احتفالات
- السنة العالمية للسياحة المستدامة من أجل التنمية من قبل الأمم المتحدة.[1]
- مدينة أبها جنوب السعودية عاصمة للسياحة العربية.

## أحداث
- 21 مايو: نهاية حصار حمص والذي بدأ في 6 مايو 2011.
- 10 سبتمبر: نهاية حصار دير الزور والذي بدأ في 14 يوليو 2014.
- 10 مارس: زلزال بقوة 4.2 على مقياس ريختر يضرب إسبانيا.
- 21 أغسطس: زلزال يضرب إيطاليا ويخلف 39 جريحا و2 قتيلا.
- 6 أكتوبر: زلزال بقوة 5.6 على مقياس ريختر يضرب اليابان.
- 10 ديسمبر: زلزال بقوة 3.2 على مقياس ريختر يضرب التشيك.
- 18 يناير: زلزال يضرب إيطاليا ويخلف 2 قتيلا.
- نهاية حروب الشيشان في 2017 والتي بدأت في 1785.

### يناير/كانون الثاني
- 1 يناير:
  - هجوم مسلح على ملهى ليلي بمدينة إسطنبول يخلف 39 قتيلا ووقوع 65 جريحاً.[2]
- 14 يناير:
  - انطلاق كأس الأمم الأفريقية لكرة القدم 2017 المنظمة في الغابون.
- 19 يناير:
  - انهيار مبنى بلاسكو إثر حريق هائل يُسفِر عن مقتل 20 رجل إطفاء وإصابة 70 آخرين في العاصمة طهران.[3]
- 20 يناير:
  - نهاية حكم باراك أوباما ونائبه جو بايدن، وتنصيب دونالد ترامب كرئيس ومايك بنس نائبا لرئيس الولايات المتحدة.[4]
- 21 يناير:
  - مقتل 41 شخص واصابة 66 آخرين جراء حادث قطار كونيرو في الهند.[5]
  - التدخل العسكري في غامبيا لإجبار الرئيس الغامبي يحيى جامع على ترك وتسليم السلطة للرئيس آداما بارو.[6]
- 27 يناير:
  - توقيع الرئيس الأمريكي دونالد ترامب قانون حماية الأمة.[7]
- 30 يناير:
  - قمة أديس أبابا تُسفِر عن عودة المغرب رسميا الإتحاد الأفريقي بعد تأييد 40 دولة لعودته.
- 29 يناير:
  - مقتل 6 أشخاص وجرح 17 أخرين إثر إطلاق نار بعد انتهاء صلاة العشاء في المركز الثقافي الإسلامي في مدينة كيبك الكندية.[8]

### فبراير/ شباط
- 5 فبراير:
  - فوز منتخب الكاميرون لكرة القدم بكأس الأمم الأفريقية لكرة القدم 2017 للمرة الخامسة بعد فوزه على منتخب مصر لكرة القدم.[9]
- 6 فبراير:
  - الكنيست الإسرائيلي يقر قانون تبييض المستوطنات الذي يضفي الشرعية على المستوطنات المقامة على أراض مملوكة لفلسطينيين، وذلك بتأييد 60 عضوًا ومعارضة 52.[10]
- 11 فبراير: كوريا الشمالية تختبر صاروخ بالستي عبر بحر اليابان.[11]

### مارس / أذار
- 22 مارس: هجوم ارهابي في وستمنستر في لندن عن طريق الطعن والدعس بالسيارة يوقع 4 قتلى و20 مصاب.[12]
- 29 مارس: المملكة المتحدة تطبق المادة 50 من إتفاقية لشبونة لتبدأ تركها للاتحاد الأوروبي.[13]

### أبريل / نيسان
- 3 أبريل: هجوم مترو في سانت بطرسبرغ في روسيا يودي بمقتل 11 شخص وإصابة حوالي 50 شخص آخر.[14]
- 6 أبريل: كرد فعل على الهجوم الكيميائي على خان شيخون، الولايات المتحدة تقصف قاعدة الشعيرات العسكرية الجوية ب59 صاروخ توماهوك أسفرت عن مقتل 6 أشخاص.[15]
- 7 أبريل: هجوم إرهابي بالدهس في ستوكهولم يودي بمقتل 4 وإصابة 15 شخص آخر.[16]
- 9 أبريل: تفجيرات أحد السعف في طنطا والإسكندرية تسفر عن مقتل 47 شخص وإصابة 126 شخص آخر.[17]
- 13 أبريل: الولايات المتحدة تشن غارة جوية على ننكرهار في أفغانستان عن طريق أكبر قنبلة غير نووية معروفة باسم جي بي يو-43/بي وأسفرت عن مقتل أكثر من 36 شخص في شبكة كهوف لتنظيم الدولة الإسلامية.[18]

### مايو / أيار
- 7 مايو:
  - فوز إيمانويل ماكرون في الانتخابات الرئاسية الفرنسية 2017 بنسبة 66.1% مُقابل 33.9% لمنافسته مارين لوبن.[19]
- 10 مايو:
  - فوز مون جيه إن في الانتخابات الرئاسية الكوريَّة الجنوبيَّة 2017 بِنسبة 41.08% من الأصوات.[20]
- 12 مايو:
  - هجوم واناكراي الإلكتروني يوقع أكثر من 230 ألف جهاز إلكتروني حول العالم.[21]
- 22 مايو: هجوم مانشستر أرينا الإرهابي يوقع 22 قتيل وأكثر من 100 في حفل غنائي للمغنية الأمريكية أريانا غراندي فيه.[22]
- 26 مايو: هجوم إرهابي في المنيا في دير الأنبأ صمويل المعترف يسفر عن مقتل 29 شخص وإصابة 22 شخص آخر.[23]
- 27 مايو:
  - أول أيام شهر رمضان المبارك عند المسلمين.

### يونيو / حزيران
- 1 يونيو: الولايات المتحدة تقرر الانسحاب من اتفاق باريس للمناخ وسط انتقادات لاذعة لها.[24]
- 3 يوليو: ريال مدريد يفوز ببطولة دوري أبطال أوروبا بعد فوزه في المباراة النهائية على يوفنتوس بنتيجة 4-1.
- 5 يونيو: الأزمة الدبلوماسية مع قطر 2017
- 7 يونيو: هجمات إرهابية في طهران تستهدف البرلمان الإيراني وضريح روح الله الخميني تسفر عن مقتل 17 شخص وإصابة 43 شخص آخر، في أول هجوم يشنه تنظيم الدولة الإسلامية في إيران.[25]
- 9 يونيو: تفجير إرهابي في سوق في مدينة المسيب في محافظة بابل في العراق يسفر عن مقتل 30 شخص وإصابة أكثر من 40 آخرين.[26]
- 18 يونيو: قوات حرس الثوري الإيراني تقصت مناطق لداعش في دير الزور عن طريق الصواريخ البالستية كرد فعل على هجوم طهران الإرهابي.[27]
- 21 يونيو: تنظيم الدولة الإسلامية (داعش) يقوم بتفجير الجامع النوري الكبير في الموصل كأخر رد فعل على سلسلة هزائمه في المدينة.[28]
- 21 يونيو : تعيين الأمير محمد بن سلمان بن عبدالعزيز آل سعود ولي للعهد ونائب رئيس مجلس الوزراء و وزير الدفاع
- 25 يونيو: منظمة الصحة العالمية تعلن عن أكثر من 200 ألف حالة إصابة بالكوليرا في اليمن.[29]

### يوليو / تموز
- 10 يوليو: القوات العراقية تعلن عن تحرير الموصل وتحريرها من تنظيم الدولة الإسلامية (داعش) بعد معركة استمرت لعام.[30]

### أغسطس / آب
- 11 أغسطس:
  - حادث تصادم قطارين في الإسكندرية يودي بحياة 41 شخصاً وإصابة 132 آخرين.[31]
- 14 أغسطس:
  - مصرع أكثر من 300 شخص وتشريد أكثر من 3000 شخص جراء فيضانات وانهيارات طينية في عاصمة سيراليون فريتاون.
  - مجلس العموم يُعلن توقف ساعة بيغ بن التاريخيَّة عن العمل لمُدَّة 4 سنوات بسبب أعمال الترميم والإصلاح، بعد 157 سنة من العمل المُتواصل.
- 17 أغسطس:
  - مقتل 13 شخصًا على الأقل وإصابة ما لا يقل عن 80 آخرين جراء حادث دهس للمارة في شارع لارامبلا في مدينة برشلونة الإسبانية.
- 18 أغسطس:
  - مقتل شخصين وإصابة عشرة آخرين بسبب حادثة طعن قام بها شاب مغربي في مدينة توركو الفنلندية.
- 19 أغسطس:
  - مصرع 23 شخصًا على الأقل وإصابة 156 آخرين في حادث انحراف قطار عن مساره في مدينة أوتار براديش في الهند.
- 20 أغسطس:
  - السعودية تعلن البدء بِخصخصة 10 قطاعات اقتصاديَّة في الدولة من بينها قطاع الحج والعُمرة ضمن مخطط رُؤية 2030 الهادفة لتنويع الاقتصاد السعودي.
- 21 أغسطس:
  - كُسوف شمسي كُلّي يحدث فوق الولايات الأمريكية المتجاورة لأول مرة منذ عام 1918.[32]
- 25 أغسطس:
  - مقتل 28 شخصًا على الأقل في اندلاع أعمال شغب في ولاية هاريانا بِالهند، بعد إدانة الزعيم السيخي «كرميت رام رحيم سينغ» بِتُهمة الإغتصاب.[33]
  - عملية عسكرية تستهدف الروهينغيا المسلمين في ميانمار توصف بأنها عملية تطهير عرقي من قبل المفوضية السامية للأمم المتحدة لحقوق الإنسان.[34]
  - إعصار هارفي يضرب الولايات المتحدة كإعصار من الدرجة الرابعة مسببا أضرار كارثية لا مثيل لها، وسجلت على الأقل 83 حالة وفاة.[35][36] وتقدر الأضرار التي سببها الإعصار بين 70 - 200 مليار دولار.[37][38]
- 26 أغسطس:
  - «التحالف العربي» يُقر بمقتل مدنيين وأطفال في غارة على صنعاء بسبب وجود «خطأ تقني».

### سبتمبر / أيلول
- 1 سبتمبر: الرئيس الروسي فلاديمير بوتين يقرر نفي 755 دبلوماسي أمريكي كردة فعل على العقوبات الأمريكية على روسيا.[39]
- 10 سبتمبر:
  - إعصار إيرما، أقوى إعصارٍ يشهده إقليم الكاريبي في التاريخ المُسجَل، يضرب ولاية فلوريدا الأمريكية بعدما ألحق أضراراً بالغة في جزر الكاريبي.[40]
- 12 سبتمبر:
  - شركة أبل تكشف النقاب عن هاتفي الآي فون X والآي فون 8.[41]
- 13 سبتمبر:
  - الجمعية العمومية للجنة الأولمبية الدولية تقرر إسناد شرف تنظيم دورتي الألعاب الصيفية: 2024 لمدينة باريس و2028 لمدينة لوس أنجلوس.
  - فوز حليمة يعقوب بِرئاسة سنغافورة بعد اعتبارها المُرشَّح الوحيد المُؤهَّل لِهذا المنصب، لِتُصبح بذلك أوَّل امرأة تتولَّى رئاسة دولتها.[42]
- 14 سبتمبر:
  - مقتل 84 شخصا على الأقل وإصابة 93 آخرين في هجومين استهدفا مطعمًا على أطراف مدينة الناصرية جنوب العراق.[43]
- 15 سبتمبر:
  - إنهاء مُهمة مسبار كاسيني-هويجنز في نظام زحل عن طريق إرساله طوعًا إلى قلب غلاف زحل الجوي.
  - وقوع تفجير في محطة بارسونز غرين في العاصمة البريطانية لندن يسفر عن إصابة 22 شخصًا على الأقل.[44]
- 16 سبتمبر:
  - المنتخب التونسي يفوز بالدورة 29 من بطولة أمم أفريقيا لكرة السلة وذلك أمام حامل اللقب منتخب نيجيريا.
- 18 سبتمبر:
  - وقوع اشتباكات في مدينة كركوك بالعراق بعد إقرار المجلس الإقليمي إدراج المدينة ضمن استفتاء انفصال كردستان.
- 19 سبتمبر:
  - زلزالٌ بلغت قُوَّته 7.1 درجات يضرب جنوب مدينة بويبلا جنوب المكسيك، ويتسبب بِمقتل 217 شخصًا على الأقل.[45]
- 25 سبتمبر: مواطنين إقليم كردستان العراق يذهبون لصناديق الاقتراع للإستفتاء على انفصال كردستان.
- 29 سبتمبر: الحكومة العراقية تحظر الطيران الدولي في مطارات اقليم كردستان رداً على إجراء استفتاء الانفصال.[46]

### أكتوبر / تشرين الأول
- 1 أكتوبر: إقليم كتلونيا يقيم استفتاء لأجل انفصال الإقليم عن إسبانيا والقوات الإسبانية تغلق عدة مراكز للانتخاب مما أسفر عن 800 جريح.[47]
- 5 أكتوبر: القوات العراقية تتمكن من استعادة السيطرة على الحويجة بعد معركة استمرت لأسبوعين وتستعد للانطلاق نحو كركوك.[48]
- 12 أكتوبر: الولايات المتحدة وإسرائيل تعلنان انسحابهما عن منظمة اليونسكو بعد قرارها بعدم عائدية الحرم القدسي الشريف لإسرائيل.[49]
- 14 أكتوبر: تفجير إرهابي في مقديشو في الصومال يسفر عن مقتل أكثر من 500 شخص.[50]
- 16 أكتوبر: عملية كركوك 2017: القوات العراقية تتمكن من استعادة السيطرة على كركوك ومناطق أخرى متنازع عليها بعد انسحاب قوات البيشمركة التابعة لاقليم كردستان منها.[51]
- 17 أكتوبر: الحرب الأهلية السورية: قوات سوريا الديمقراطية تتمكن من السيطرة على مدينة الرقة عاصمة تنظيم الدولة الإسلامية بعد معارك استمرت لحوالي 4 أشهر.[52]
- 27 أكتوبر: كتلونيا تعلن استقلال أحادي لها من إسبانيا، والحكومة الإسبانية تطلق قرار بإلغاء الحكم الذاتي عن المقاطعة.[53]
- 31 أكتوبر: هجوم إرهابي عن طريق شاحنة في مانهاتن في نيويورك يؤدي لمقتل 8 أشخاص وإصابة 15 شخص آخر.[54]

### نوفمبر / تشرين الثاني
- 3 نوفمبر: الحرب الأهلية السورية القوات السورية وبمساندة الطيران الروسي تتمكن من استعادة السيطرة على دير الزور من قبضة تنظيم الدولة الإسلامية (داعش).[55]
- 3 نوفمبر: القوات العراقية تتمكن من استعادة مدينة القائم على الحدود السورية للعراق من قبضة تنظيم الدولة الإسلامية (داعش) بعد عملية عسكرية استمرت حوالي أسبوع.[56]
- 5 نوفمبر: صحيفة زود دويتشي تسايتونج الألمانية تنشر تسريبات أوراق الجنة تكشف أسرار الملاذات الضريبية للكثير من الأثرياء في العالم.[57]
- 5 نوفمبر: هجوم مسلح على كنيسة في تكساس يسفر عن مقتل 26 شخص وإصابة 30 آخر.[58]
- 12 نوفمبر: زلزال الحدود الإيرانية العراقية يتسبب بمصرع أكثر من 600 شخص وتشريد 70 ألف شخص.[59]
- 15 نوفمبر: رئيس الزيمبابوي روبرت موغابي يوضع تحت الإقامة الجبرية بعد حكم استمر لأكثر من 37 سنة.[60]
- 15 نوفمبر: لوحة سالفاتور مندي لليوناردو دا فينشي تباع بقيمة 450 دولار أمريكي في مزاد في نيويورك لتسجل أكبر رقم في بيع اللوحات الفنية.[61]
- 17 نوفمبر: القوات العراقية تتمكن من استعادة السيطرة على مدينة راوة من قبضة تنظيم الدولة الإسلامية (داعش) التي كانت أخر المدن الباقية تحت تنظيم الدولة في العراق.[62]
- 19 نوفمبر: القوات السورية وبمساندة الطيران الروسي تتمكن استعادة السيطرة على مدينة البوكمال المحاذية للحدود العراقية.[63]
- 20 نوفمبر: المحكمة الاتحادية العليا العراقية تحكم ببطلان استفتاء انفصال اقليم كردستان العراق.[64]
- 22 نوفمبر: الحكم بالسجن المؤبد على راتكو ملاديتش القائد العسكري لصرب البوسنة بتهمة شروعه بمذبحة سربرنيتسا أثناء الحرب البوسنية.[65]
- 24 نوفمبر: هجوم مسجد الروضة في العريش يسفر عن مقتل حوالي 300 شخص وإصابة 122 شخص آخر.[66]
- 29 نوفمبر: انتحار سلوبودان برالياك القائد السابق لكروات البوسنة بعد تجرعه جرعة من السم أثناء محاكمته في الهواء المباشر في محكمة لاهاي الدولية.[67]

### ديسمبر / كانون الأول
- 4 ديسمبر: مقتل الرئيس اليمني السابق علي عبد الله صالح قرب صنعاء بعد عميلة نفذها تنظيم الحوثي بعد إعلان صالح عن فك شراكته بالحكم مع الحوثيين.[68]
- 5 ديسمبر: اللجنة الأولمبية الدولية تقرر منع روسيا من المشاركة في دورة الألعاب الأولمبية الشتوية 2018 بعد فضائح المنشطات عن رياضييها.[69]
- 6 ديسمبر: الرئيس الأمريكي دونالد ترامب يوقع قرار بنقل السفارة الأمريكية في إسرائيل إلى القدس وإعلانها كعاصمة لإسرائيل وسط مظاهرات واحتجاجات في عدة دول اعتراضا على القرار.[70]
- 9 ديسمبر: رئيس الوزراء العراقي حيدر العبادي يعلن تحرير كافة الأراضي العراقية من تنظيم الدولة الإسلامية (داعش) بعد حرب دامت أكثر من 3 سنوات ضده.[71]
- 11 ديسمبر: الرئيس الروسي فلاديمير بوتين يعلن عن قاعدة حميميم بدء سحب قوات بلاده بشكل جزئي من سوريا.
- 11 ديسمبر: اندلاع حرائق غابات كاليفورنيا الجنوبية (ديسمبر 2017) تأتي على 1,201.92 كلم2 من الأحراج وتُجبر حوالي 212,000 نسمة على النُزُوح من منازلهم، وتتسبب بِأضرارٍ تُقدَّر قيمتها بحوالي 3.138 مليار دولار.
- 14 ديسمبر: شركة والت ديزني تعلن عن استحواذها على معظم أصول شركة «تونتيث سينتشوري فوكس» مقابل 52.4 مليار دولار.

## الوفيات

### يناير
- 1 يناير:
  -  ايمانويل نيونكورو وزير البيئة في بوروندي.
  -  خليل محشي اكاديمي وتربوي فلسطيني.
  -  ديريك بارفيت فيلسوف بريطاني.
  -   هيلاريون كابوتشي مطران كنيسة الروم الكاثوليك.
  -  يعقوب نئمان سياسي ووزير إسرائيلي.
- 2 يناير:  فيكتور تساريف مدرب ولاعب كرة قدم روسي.
- 3 يناير:  إيغور فولك رائد فضاء روسي.
- 5 يناير:  رفيق السبيعي ممثل سوري.
- 6 يناير:
  -  أوكتافيو باج رئيس فنزويلي.
  -  اوم بوري ممثل هندي.
  -  بايزيد عثمان أمير عثماني تركي.
- 7 يناير:  ماريو سواريز رئيس البرتغال.
- 8 يناير:
  -  نات هينتوف مؤرخ أمريكي.
  -  أكبر هاشمي رفسنجاني رئيس إيران سابقا.
  -  جيمس مونشو رئيس سيشل.
  -  روث بيري رئيسة ليبيريا.
- 9 يناير:
  -  روبيرتو كاباناس لاعب كرة قدم باراغواني.
  -   زيجمونت بومان عالم اجتماع بريطاني بولندي.
- 10 يناير:  رومان هيرتسوغ رئيس ألمانيا سابقا.
- 11 يناير:  فرانسوا فان در إلست لاعب كرة قدم بلجيكي.
- 12 يناير:
  -  كريمة مختار ممثلة مصرية.
  -  مساعد الرشيدي شاعر سعودي.
  -  غراهام تايلور لاعب كرة قدم إنجليزي.
- 14 يناير:
  -  محمد الفيصل بن عبد العزيز آل سعود أمير سعودي.
  -  زهو يوغوانغ رجل أعمال ولغوي صيني.
- 15 يناير:  جيمي سنوكا مصارع أمريكي محترف.
- 16 يناير:
  -  ممتاز البحرة رسام كاريكاتيري وفنان تشكيلي سوري.
  -  يوجين سيرنان رائد فضاء أمريكي.
- 18 يناير:  إيون بيسويو ممثل روماني.
- 19 يناير:
  -  ميغيل فيرير ممثل أمريكي.
  -  يوسف الشاروني، كاتب قصص وناقد مصري.
- 21 يناير:  مارك بيكي لاعب كرة قدم بلجيكي.
- 24 يناير:  حمزة إسكندر مذيع سعودي.
- 25 يناير:
  -  سيد حجاب شاعر مصري.
  -  ماري تايلر مور ممثلة أمريكية.
  -  جون هرت ممثل بريطاني.
- 26 يناير:
  -  مايكل تونيس لاعب كرة قدم ألماني.
  -  مايك كونرز ممثل أمريكي.
  -  تام داليل رئيس اسكتلندا سابقا.
- 27 يناير:
  -  شيخنا ولد محمد الأمين مراسل قناة الجزيرة
  -  سلوى روضة شقير رسامة ونحاتة لبنانية.
  -  آرثر روزنفيلد فيزيائي أمريكي.
- 29 يناير:  كمال الألفي ممثل مصري.
- 31 يناير:  جون ويتون مغني وموسيقي إنجليزي.

### فبراير
- 2 فبراير:  حابس العبادي ممثل أردني.
- 2 فبراير:  شونيشيرو أوكانو لاعب كرة قدم ياباني.
- 3 فبراير:  حسن جوهرجي ممثل إيراني.
- 3 فبراير:  زويا بولغاكوفا ممثلة روسيا.
- 7 فبراير:  إسماعيل حمداني رئيس وزراء جزائري سابق.
- 8 فبراير:  بيتر مانسفيلد طبيب بريطاني حاصل علي جائزة نوبل.
- 8 فبراير:  ستيف سومنر لاعب كرة قدم نيوزيلندي.
- 10 فبراير:  بيت كايزر لاعب كرة قدم هولندي.
- 11 فبراير:  فاروق الرشيدي ممثل مصري.
- 12 فبراير:  أل جارو مغني جاز أمريكي.
- 18 فبراير:  عمر عبد الرحمن عالم أزهري، والزعيم الروحي للجماعة الإسلامية في مصر.
- 20 فبراير:  صلاح رشوان ممثل مصري.
- 20 فبراير:  فيتالي تشوركين سياسي ودبلوماسي روسي.
- 21 فبراير:  أحمد راسم ممثل مصري.
- 21 فبراير:  كينيث أرو عالم اقتصاد أمريكي حاصل علي جائزة نوبل.
- 25 فبراير:  محمد حسن الجندي ممثل مغربي.
- 25 فبراير:  بيل باكستون ممثل ومخرج أمريكي.

### مارس
- 1 مارس:  باولا فوكس روائية أمريكية.
- 2 مارس:  تومي جيمل لاعب كرة قدم اسكتلندي.
- 2 مارس:  عبد القادر عبد اللي مترجم سوري.
- 2 مارس:  محمد ياسر طاهر معتقل سابق في غوانتانامو.
- 2 مارس:  هوارد سشميد مدير شركة سايبر الأمنية.
- 3 مارس:  ريموند كوبا لاعب كرة قدم فرنسي.
- 3 مارس:  رينيه بريفال رئيس هايتي السابق.
- 9 مارس:  جوزيف نيكولوسي عالم نفس سريري أمريكي.
- 9 مارس:  خديجة بن عرفة ممثلة تونسية.
- 11 مارس:  سالم بهوان ممثل عماني.
- 12 مارس:  ستافرو جبرا رسام كاريكاتير لبناني.
- 13 مارس:  أمي كروس روزنثال كاتبة أمريكية.
- 14 مارس:  رودريجو فالديز ملاكم كولمبي.
- 15 مارس:  ديف ستالوورث لاعب كرة سلة أمريكي.
- 15 مارس:  رياض وردياني ممثل سوري.
- 15 مارس:  كريس ويليامز لاعب كرة سلة أمريكي.
- 16 مارس:  جيمس هنري كاتن مغني وموسيقي أمريكي.
- 17 مارس:  دريك والكوت شاعر وكاتب من سانت لوسيا.
- 17 مارس:  مورين هوهي زوجة رئيس الوزراء تشارلز هوهي.
- 19 مارس:  السيد ياسين، كاتب ومفكر سياسي واجتماعي مصري.
- 17 مارس:  تشاك بيري عازف قيثارة ومغني أمريكي.
- 20 مارس:  ديفيد روكفلر ملياردير ومصرفي أمريكي.
- 20 مارس:  ليتيسيا راموس شاهاني سياسية وكاتبة فلبينية.
- 21 مارس:  مارتن ماكغينيس سياسي أيرلندي.
- 22 مارس:  روني موران لاعب كرة قدم إنجليزي.
- 22 مارس:  ناهدة الرماح ممثلة عراقية.
- 23 مارس:  دونيس فورونينكوف سياسي روسي.
- 23 مارس:  لولا ألبريت ممثلة ومغنية أمريكية.
- 25 مارس:  أميرة حجو ممثلة سورية.
- 25 مارس:  تيودور أويزرمان فيلسوف روسي.
- 25 مارس:  كاثبيرت سيباستيان حاكم سانت كيتس ونيفيس السابق.
- 27 مارس:  إدوارد مودريك لاعب كرة قدم روسي.
- 28 مارس:  أحمد كاثرادا مناضل جنوب أفريقي.
- 29 مارس:  أليكسيي أليكسييفتش أبريكوسوف عالم فيزيائي أمريكي.
- 31 مارس:  وليام تداوس كولمان، الابن سياسي أمريكي.

### أبريل
- 1 أبريل:  يفغيني يفتوشينكو شاعر وكاتب روسي.
- 4 أبريل:  سمير فريد ناقد سينمائي مصري.
- 4 أبريل:  رجاء بن عمار مخرجة تونسية.
- 5 أبريل:  ماكوتو أووكا شاعر ومسرحي وصحفي ياباني.
- 5 أبريل:  الطاهر أحمد مكي، أكاديمي وباحث وناقد ومترجم مصري.
- 6 أبريل:  دون ريكلز ممثل أمريكي.
- 6 أبريل:  ييرزي فيتولاني كيميائي بولندي.
- 8 أبريل:  أحمد دحبور شاعر فلسطيني.
- 8 أبريل:  جورجي غريشكو رائد فضاء روسي.
- 9 ابريل:  كارمي تشاكون محامية وسياسية ووزيرة أسبانية.
- 11 أبريل:  سمير فرنجية سياسي لبناني.
- 11 أبريل:  مايكل بولهاوس مصور سينمائي أمريكي.
- 12 أبريل:  تشارلز ميرفي ممثل أمريكي.
- 13 أبريل:  روبرت تايلور عالم حاسوب أمريكي.
- 15 أبريل:  آلان هولدسورث عازف قيثارة وملحن بريطاني.
- 15 أبريل:  إيما مورانو أكبر معمرة بالتاريخ.
- 15 أبريل:  كليفتون جيمس ممثل أمريكي.
- 17 أبريل:  روزي مصارع سامواي محترف.
- 21 أبريل:  أوغو إيهوغو لاعب كرة قدم إنجليزي.
- 22 أبريل:  إيرين موران ممثلة أمريكية.
- 23 أبريل:  فرانتيشك رايتورال لاعب كرة قدم أمريكي.
- 24 أبريل:  بنجامين باربر عالم سياسة ومؤلف أمريكي.
- 24 أبريل:  توفيق بكار ناقد أدبي تونسي.
- 24 أبريل:  كين سيرز لاعب كرة سلة أمريكي.
- 26 أبريل:  جوناثان ديم مخرج أفلام أمريكي.
- 26 أبريل:  مويسي برو أبانغا لاعب كرة قدم غابوني.
- 27 أبريل:  فينود خانا ممثل هندي.
- 29 أبريل:  هالة حسني ممثلة سورية.
- 29 أبريل:  محمد العكاري ممثل تونسي.
- 30 أبريل:  مباه غوثو أكبر معمر في العالم.

### مايو
- 1 مايو:  محمد الطالبي أستاذ جامعي وعالم اسلامي تونسي.
- 1 مايو:  مظهر أبو النجا ممثل مصري.
- 2 مايو:  توبي كيمبل لاعب كرة سلة أمريكي.
- 3 مايو:  عدنان الدليمي مفكر وسياسي واكاديمي اسلامي عراقي.
- 3 مايو:  مشعل بن عبد العزيز آل سعود رئيس هيئة البيعة السابق.
- 3 مايو:  عباس عبد الله سراج وزير صومالي.
- 4 مايو:  ويليام بومول اقتصادي أمريكي.
- 5 مايو:  إعلي ولد محمد فال رئيس موريتانيا.
- 6 مايو:  نجاح حفيظ ممثلة سورية.
- 7 مايو:  غلام رضا بهلوي أمير وسياسي إيراني.
- 8 مايو:  سيسيل ديويت رياضياتي فرنسي.
- 9 مايو:  روبرت مايلز موسيقي ايطالي.
- 9 مايو:  مايكل باركس ممثل أمريكي.
- 12 مايو:  ماونو كويفيستو رئيس فنلدي سابق.
- 14 مايو:  عبد الله نمر درويش مؤسس الحركة الإسلامية في إسرائيل.
- 14 مايو:  أحمد محمد الصديق، شاعر فلسطيني.
- 14 مايو:  باورز بوث ممثل أمريكي.
- 14 مايو:  فرانك براين لاعب كرة سلة أمريكي.
- 15 مايو:  كارل أوتو آبل فيلسوف ألماني.
- 16 مايو:   أوليغ فيدوف مخرج روسي أمريكي.
- 17 مايو:  تودور فيسيلينوفيتش لاعب كرة قدم يوغسلافي.
- 17 مايو:   فيروز كاظم زاده مؤرخ وأكاديمي أمريكي روسي.
- 17 مايو:  كريس كورنيل موسيقي أمريكي.
- 18 مايو:  جاك فريسكو عالم مستقبليات ومهندس معماري أمريكي.
- 19 مايو:  ديفيد سانشيز ملاكم مكسيكي.
- 19 مايو:  نوشيروان مصطفى سياسي عراقي.
- 20 مايو:  جين ساميت عالمة حاسوب أمريكية.
- 21 مايو:  شولا كوهين جاسوسة إسرائيلية.
- 21 مايو:  وجيه نحلة رسام لبناني.
- 22 مايو:  أوسكار فيلوني مدرب كرة قدم أرجنتيني.
- 22 مايو:  دينا ميريل ممثلة أمريكية.
- 23 مايو:  روجر مور ممثل بريطاني.
- 23 مايو:  علي البريكي ممثل كويتي.
- 24 مايو:  جاريد مارتن ممثل أمريكي.
- 24 مايو:  دينيس جونسون كاتب وشاعر أمريكي.
- 25 مايو:  سهيل عرفة ملحن وموسيقار سوري.
- 26 مايو:   زبغنيو بريجينسكي عالم سياسة أمريكي بولندي.
- 29 مايو:  كونستانتين ميتسوتاكيس سياسي يوناني.
- 29 مايو:  مانويل نورييغا رئيس بنما.

### يونيو
- 2 يونيو:  شريف الدين بيرزادہ سياسي ووزير باكستاني.
- 2 يونيو:  محمد الراوي عالم إسلام مصري.
- 4 يونيو:  خوان غويتيسولو صحفي وأديب ومستشرق إسباني.
- 5 يونيو - هيلين دنمور، روائية وشاعرة بريطانية.
- 5 يونيو:  شيخ تيوتي لاعب كرة قدم ايفواري.
- 6 يونيو:  عدنان خاشقجي ملياردير ورجل أعمال سعودي.
- 8 يونيو:  ميغيل ديسكوتو بروكمان سياسي ودبلوماسي نيكاراغواياني.
- 9 يونيو:  آدم ويست ممثل أمريكي.
- 12 يونيو:  تشارلز ثاكر عالم حاسوب أمريكي.
- 13 يونيو:  أولف ستارك كاتب ورروائي سويدي.
- 14 يونيو:  المرسي أبو العباس ممثل مصري.
- 14 يونيو:  جاكيس فويكس لاعب كرة قدم فرنسي.
- 15 يونيو:  أليكسي باتالوف ممثل ومخرج روسي.
- 15 يونيو:  إبراهيم أبو العيش كيميائي مصري.
- 16 يونيو:  بالدوين لونسديل رئيس فانواتو.
- 16 يونيو:  جون أفليدسن مخرج أمريكي.
- 16 يونيو:  هلموت كول مستشار ألماني.
- 22 يونيو:  كوت ماسير سياسي بوتسواني.
- 25 يونيو:  جوزيه مانويل مورينيو فيليكس حارس مرمى كرة قدم برتغالي ومدير فني سابق.
- 27 يونيو:   بيتر بيرغر اجتماعي وأكاديمي نمساوي أمريكي.
- 27 يونيو:  ستيفان بايل لاعب كرة قدم ومدرب فرنسي.
- 27 يونيو:  مايكل نيكفيست ممثل سويدي.
- 27 يونيو:  مصطفى طلاس سياسي وعسكري سوري.
- 30 يونيو:  دارل إيمهوف لاعب كرة سلة أمريكي.

### يوليو
- 1 يوليو:  ايان ساداكوف لاعب كرة قدم بلغاري.
- 2 يوليو:  سميث هارت مصارع محترف كندي.
- 2 يوليو:  كريس روبرتس ممثل ومغني ألماني.
- 3 يوليو:  باولو فيلاجيو ممثل ايطالي.
- 4 يوليو:  دانييل غرانين روائي روسي.
- 5 يوليو:  عمرو سمير ممثل ومذيع مصري.
- 6 يوليو:  هاينز شنايتر لاعب كرة قدم سويسري.
- 8 يوليو:  إلسا مارتينيلي عارضة ازياء وممثلة ايطالية.
- 8 يوليو:  نيلسن إيليس ممثل أمريكي.
- 9 يوليو:  أنطون نوسك مدون وصحافي روسي.
- 9 يوليو:  أحمد بن حلي سياسي ودبلوماسي جزائري.
- 9 يوليو:   جاك شاهين كاتب ومحاضر وناقد سينمائي لبناني أمريكي.
- 10 يوليو:  أوجين كوفي كوامي لاعب كرة قدم ايفوراي.
- 10 يوليو:  محمد الحداري شاعر سعودي.
- 11 يوليو:  محمد يونس الجونفوري عالم مسلم محدث هندي.
- 12 يوليو:  عبد المجيد الرافعي سياسي لبناني.
- 13 يوليو:  ليو شياوبو ناشط حقوق انسان صيني.
- 13 يوليو:  عبد الرحمن بن عبد العزيز آل سعود، نائب وزير الدفاع والطيران السابق.
- 13 يوليو:  أندروز أوتوتو أوباسيكي قاضي نيجيري.
- 15 يوليو:  مريم ميرزاخاني عالمة رياضيات إيرانية.
- 15 يوليو:  مارتن لانداوممثل أمريكي.
- 16 يوليو:   جورج روميرو مخرج وكاتب وممثل ومونتير أمريكي كندي.
- 16 يوليو:  جيري بيرد لاعب كرة سلة أمريكي.
- 18 يوليو:  ماكس جالو كاتب ومؤرخ فرنسي.
- 19 يوليو:  بلاوي الهواري مغني جزائري.
- 20 يوليو:  تشستر بنينغتون مغني أمريكي.
- 20 يوليو:  كلود ريتش ممثل وكاتب سيناريو فرنسي.
- 20 يوليو:  يادفيغا شوبارتوفيتش معمرة بولندية.
- 21 يوليو:  بيتر دوهان لاعب كرة مضرب أسترالي.
- 21 يوليو:  جون هيرد ممثل أمريكي.
- 21 يوليو:  عبد الوهاب الدوسري ممثل كويتي.
- 23 يوليو:  جون كوندلا لاعب كرة سلة أمريكي.
- 23 يوليو:  ميرفين روز لاعب تنس أسترالي.
- 23 يوليو:  والدير بيريز لاعب كرة قدم برازيلي.
- 23 يوليو:  سعد الصالح ممثل سعودي.
- 25 يوليو:  عبد الغني سلام صحفي لبناني.
- 26 يوليو:  جوون فوراي مؤدية اصوات أمريكية.
- 27 يوليو:  عبد المجيد الظلمي لاعب كرة قدم مغربي.
- 29 يوليو:  رضا مالك رئيس وزراء الجزائر الاسبق.
- 30 يوليو:  سليم محفوظ ممثل تونسي.
- 31 يوليو:  جيروم جولمارد لاعب تنس فرنسي.
- 31 يوليو:  جين مورو ممثلة ومغنية فرنسية.
- 31 يوليو:  ليو ون هسيونغ سياسي تايواني.

### أغسطس
- 2 أغسطس:  دانيال ليخت موسيقي أمريكي.
- 3 أغسطس:  روبرت هاردي ممثل بريطاني.
- 3 أغسطس:  سعاد الحميضي سيدة أعمال كويتية.
- 3 أغسطس:  علي السمان مفكر وصحفي ومستشار مصري.
- 3 أغسطس:  ديكي هيمريك لاعب كرة سلة أمريكي.
- 5 أغسطس:  ديونيغي تيتامانزي كاردينال كاثوليكي إيطالي.
- 6 اغسطس:  بيتي كثبرت لاعبة قوي أسترالية.
- 7 اغسطس:  سلمان بن سعد بن عبد الله بن تركي آل سعود أمير سعودي.
- 8 أغسطس:  خورخي زوريغويتا سياسي ووزير أرجنتيني.
- 8 أغسطس:  غلين كامبل مغنٍ وممثل ومقدم برامج أمريكي.
- 10 أغسطس:  رمضان شطا ممثل ومسرحي تونسي.
- 10 أغسطس:   روث بفاو طبيبة وراهبة باكستانية ألمانية.
- 11 أغسطس:  عبد الحسين عبد الرضا ممثل كويتي.
- 12 أغسطس:  لطفي زادة عالم رياضيات أذر.
- 12 أغسطس:  فاطمة أحمد إبراهيم سياسية وكاتبة سودانية.
- 13 أغسطس:  وليد العلي داعية كويتي.
- 14 أغسطس:  عبد الكريم غلاب كاتب مغربي.
- 14 أغسطس:  ظهير الدين المباركفوري عالم مسلم ومحدث هندي.
- 15 أغسطس:  غونار بيركيرتس مهندس معماري أمريكي.
- 16 أغسطس:  توم هوكينز لاعب كرة سلة أمريكي.
- 16 أغسطس:  بندر بن فهد بن سعد بن عبد الرحمن آل سعود أمير سعودي.
- 17 أغسطس:  فدوى سليمان ممثلة سورية.
- 17 أغسطس:  رفعت السعيد سياسي مصري.
- 19 أغسطس:  ديك غريغوري ممثل هزلي وناقد وناشط اجتماعي أمريكي.
- 19 أغسطس:  محفوظ عبد الرحمن كاتب وباحث ومؤلف مصري.
- 19 أغسطس:  خالد مشبال إعلامي مغربي.
- 20 أغسطس:  جيري لويس ممثل كوميدي ومنتج ومخرج أمريكي.
- 21 أغسطس:  بيرم رجب رئيس وزراء كوسوڤو الثالث الباني.
- 24 أغسطس:  جاي توماس ممثل أمريكي.
- 24 أغسطس:  سيسيل أندروس د. سياسي أمريكي.
- 24 أغسطس:  حسين جاسم مغني كويتي.
- 26 أغسطس:  آدم فويسيك لاعب كرة سلة بولندي
- 26 أغسطس:  توبي هوبر مخرج ومنتج أفلام وكاتب سيناريو أمريكي.
- 27 أغسطس:  إبراهيم اليزدي سياسي ووزير إيراني أسبق.
- 28 أغسطس:  تسوتومو هاتا سياسي ياباني.
- 28 أغسطس:  ميريل دارك عارضة أزياء وممثلة فرنسية.
- 30 أغسطس:  لويزا هاي كاتبة تحفيزية أمريكية.
- 31 أغسطس:  ريتشارد أندرسون ممثل تليفزيوني وسينمائي أمريكي.

### سبتمبر
- 1 سبتمبر:  شيلي بيرمان ممثل كوميدي أمريكي.
- 2 سبتمبر:   حليم عبد المسيح الضبع موسيقار مصري أمريكي.
- 3 سبتمبر:  جون آشبيري شاعر وكاتب صحفي أمريكي.
- 3 سبتمبر:  شوغار راموس ملاكم كوبي.
- 3 سبتمبر:  والتر بيكر موسيقي أمريكي.
- 5 سبتمبر:   نيكولاس بلومبرجن عالم فيزياء هولندي أمريكي.
- 6 سبتمبر:  جيم مكدانيلز لاعب كرة سلة أمريكي.
- 6 سبتمبر:  كيت ميليت كاتبة نسوية أمريكية.
- 6 سبتمبر:   لطفي زادة عالم رياضيات أذري.
- 7 سبتمبر:  توركان آق يول سياسية ورئيسة وزراء تركية.
- 8 سبتمبر:  بيير بيرج رجل أعمال فرنسي.
- 8 سبتمبر:  دون ويليامز مغني ريفي أمريكي.
- 9 سبتمبر:  نانسي دوبري مؤرخة أمريكية.
- 10 سبتمبر:  هانس ألفردسون ممثل سويدي.
- 11 سبتمبر:  عبد الحليم معظم ملك ماليزيا الرابع عشر.
- 11 سبتمبر:  ألبرتو باجاني متسابق درجات نارية ايطالي.
- 11 سبتمبر:  بيتر هال ممثل ومخرج مسرح سينمائي بريطاني.
- 12 سبتمبر:  فرانك فنسنت ممثل أمريكي.
- 13 سبتمبر:  إديث وندسور ناشطة أمريكية.
- 15 سبتمبر:  هاري دين ستانتون ممثل أمريكي.
- 15 سبتمبر:  فويلت براون معمرة فائقة جامايكية.
- 17 سبتمبر:  بوبي هينان مصارع محترف ومعلق أمريكي.
- 19 سبتمبر:  بيرني كيسي ممثل ولاعب كرة قدم أمريكي.
- 19 سبتمبر:  جيك لاموتا ملاكم أمريكي.
- 19 سبتمبر:  كاظم وعل لاعب كرة قدم عراقي.
- 21 سبتمبر:  حمد مبارك العيار وزير وبرلماني كويتي.
- 21 سبتمبر:  ليليان بيتنكور سيدة أعمال فرنسية وأغني امرأة في العالم.
- 22 سبتمبر:  نادر كولجين مغني إيراني.
- 22 سبتمبر:  مهدي عاكف، المرشد العام الأسبق لجماعة الإخوان المسلمون.
- 22 سبتمبر:   شموئيل موريه أديب وباحث عراقي أسرائيلي.
- 25 سبتمبر:  إيمان أحمد عبدالعاطي أسمن أمراه في العالم مصرية.
- 25 سبتمبر:  فريدي شيبارد رجل أعمال إنجليزي.
- 25 سبتمبر:  محمد فوزي فيض الله عالم مسلم وفقية سوري.
- 25 سبتمبر:   محمود شريف بسيوني محامي مصري أمريكي.
- 26 سبتمبر:  باري دينن ممثل وكاتب سيناريو أمريكي.
- 27 سبتمبر:  هيو هيفنر مؤسس شركة بلاي بوي الاباحية أمريكي.
- 30 سبتمبر:  فلاديمير فويفودسكي عالم رياضيات روسي.
- 30 سبتمبر:  فرانك هامبلن لاعب ومدرب كرة قدم أمريكي.
- 30 سبتمبر:   مونتي هول منتج تلفزيوني وممثل ومغني ومعلق رياضي كندي أمريكي.

### أكتوبر
- 1 أكتوبر:  رؤوف مصطفى ممثل مصري.
- 1 أكتوبر:  فيليب رحمة شاعر وروائي سويسري.
- 2 أكتوبر:  توم بيتي مغني روك أمريكي.
- 2 أكتوبر:  إيفانخلينا إليثوندو ممثلة مكسيكية.
- 2 أكتوبر:  كلاوس هوبر ملحن وأستاذ جامعي سويسري.
- 2 أكتوبر:  بول أوتيليني رجل أعمال أمريكي.
- 3 أكتوبر:  جلال طالباني رئيس العراق الاسبق.
- 6 أكتوبر:  محمود إبراهيم سلامة خطاط مصري.
- 6 أكتوبر:  داليا التوني ممثلة مصرية.
- 6 أكتوبر:  أحمد الكبيسي أكاديمي وداعية عراقي.
- 6 أكتوبر:  روبيرتو أنزولين لاعب كرة قدم ايطالي.
- 7 أكتوبر:  كوندان شاه مخرج وكاتب سيناريو هندي.
- 7 أكتوبر:  أحمد عبد الرزاق الكبيسي عالم مسلم وداعية سعودي.
- 8 أكتوبر:  سليم شاكر سياسي تونسي.
- 9 أكتوبر:  جان روشفور ممثل فرنسي.
- 9 أكتوبر:  أرماندو كالديرون سول سياسي ومحامي سلفادوري.
- 10 أكتوبر:  مظهر السعيد مدرب كرة قدم أردني.
- 11 أكتوبر:  كليفورد هزبندز سياسي وقاضي من بربادوس.
- 13 أكتوبر:  ألبرت زافي سياسي ورئيس مدغشقر.
- 14 أكتوبر:  الأزهر بوعوني قانوني وسياسي تونسي.
- 15 أكتوبر:  تشويرول هودا حارس مرمي اندونيسي.
- 16 أكتوبر:  أبو عبد الله الفلبيني قيادي في تنظيم الدولة الإسلامية فلبيني.
- 16 أكتوبر:  دافني كاروانا غاليزيا صحافية استقصائية مالطية.
- 18 أكتوبر:  عصام زهر الدين قائد عسكري سوري.
- 18 أكتوبر:  مارينو بيراني لاعب كرة قدم ومدرب ايطالي.
- 18 أكتوبر:  برنت بريسكو ممثل أمريكي.
- 20 أكتوبر:  جستين ريد لاعب كرة سلة أمريكي.
- 20 أكتوبر:  فيديريكو لوبي ممثل أرجنتيني.
- 20 أكتوبر:  مصطفى التليلي روائي تونسي.
- 21 أكتوبر:  روزماري ليتش ممثلة بريطانية.
- 23 أكتوبر:  بول جوزيف ويتز عسكري ورائد فضاء أمريكي.
- 24 أكتوبر:  صالح السدلان عالم دين سعودي.
- 24 أكتوبر:  إبراهيم أشتياني لاعب كرة قدم إيراني.
- 24 أكتوبر:  روبرت جويلامي ممثل أمريكي.
- 24 أكتوبر:  فاتس دومينو مغني وموسيقي أمريكي.
- 26 أكتوبر:  علي أشرف درويشيان روائي وكاتب قصة قصيرة.
- 27 أكتوبر:  صلاح دهني مخرج وناقد سينمائي سوري.
- 27 أكتوبر:  عبدولاي سولاما لاعب كرة قدم بوركيني.
- 28 أكتوبر:  مانويل سانشيز مارتينيز لاعب كرة قدم أسباني.
- 29 أكتوبر:  نينيان ستيفين قاضي وحاكم أستراليا.
- 30 أكتوبر:  كيم جو هيوك ممثل كوري جنوبي.
- 31 أكتوبر:  عبد الله العصفور لاعب كرة قدم كويتي.

### نوفمبر
- 1 نوفمبر:  براد بوفاندا ممثل أمريكي.
- 2 نوفمبر:  أبو بكر سومباري سياسي ودبلوماسي غاني.
- 2 نوفمبر:  عفيف البهنسي مؤرخ وفنان تشكيلي سوري.
- 3 نوفمبر:  عبد الرحمن بيسواس سياسي عراقي ورئيس بنغالي.
- 4 نوفمبر:  آنا تايلور تايلور قاضية أمريكية.
- 4 نوفمبر:   إيزابيل جرانادا ممثلة ومغية فلبينية إسبانية.
- 5 نوفمبر:  منصور بن مقرن بن عبدالعزيز ال سعود أمير سعودي.
- 5 نوفمبر:  ديوناتان تيكسيرا لاعب كرة قدم برازيلي.
- 5 نوفمبر:  لوثار توماس دراج ألماني.
- 6 نوفمبر:  ريشارد جوردن رائد فضاء أمريكي.
- 6 نوفمبر:  عبد العزيز بن فهد بن عبد العزيز آل سعود أمير ومسؤول سعودي.
- 6 نوفمبر:  فيليسيانو ريفيلا لاعب كرة قدم أسباني.
- 6 نوفمبر:  كارين الدر ممثلة ألمانية.
- 7 نوفمبر:  هانس شيفر لاعب كرة قدم ألماني.
- 7 نوفمبر:  براد هاريس ممثل وكاتب سيناريو أمريكي.
- 8 نوفمبر:   جوسيب ويبر لاعب كرة قدم بلجيكي كرواتي.
- 8 نوفمبر:  روجر جرينيه كاتب وصحفي فرنسي.
- 9 نوفمبر:  أكبر افتخاري لاعب كرة قدم إيراني.
- 9 نوفمبر:  جون هيلرمان ممثل أمريكي.
- 10 نوفمبر:  شايلا ستايلز ممثلة اباحية كندية.
- 10 نوفمبر:  ميخائيل زادورنوف ممثل كوميدي روسي.
- 12 نوفمبر:  عمار رويعي لاعب كرة قدم ومدرب جزائري.
- 14 نوفمبر:  جان بيير شميتز دراج لوكسبورغي.
- 16 نوفمبر:  محمد بورستار ممثل إيراني.
- 16 نوفمبر:  هيرومي تسورو مؤدية أصوات يابانية.
- 17 نوفمبر:

```
سالفاتوري رينا
 زعيم المافيا الصقلية الاسبق.
```

- 17 نوفمبر:  بدري حسون فريد ممثل وخرج عراقي.
- 17 نوفمبر:  ريكارد وولف ممثل ومغني سويدي.
- 18 نوفمبر:  عز الدين علية مصمم أزياء تونسي.
- 18 نوفمبر:  فريدل خاوش لاعب كرة قدم ألماني.
- 18 نوفمبر:  نعيم سليمان أوغلو رافع أثقال تركي.
- 18 نوفمبر:  كومينز مينابي لاعب كرة قدم من جزر سليمان.
- 18 نوفمبر:  وليد المؤمن اعلامي كويتي.
- 19 نوفمبر:  بانشو سيغورا لاعب كرة مضرب اكوادوري.
- 19 نوفمبر:  تشارلز مانسن مجرم أمريكي.
- 19 نوفمبر:  ديلا ريسمغنية وممثلة أمريكية.
- 19 نوفمبر:  يانا نوفوتنا لاعبة تنس تشيكية.
- 20 نوفمبر:  إسماعيل خليل سياسي ودبلوماسي تونسي.
- 20 نوفمبر:  جانوش وجسيك سياسي ومدرب ولاعب كرة قدم بولندي.
- 21 نوفمبر:  ديفيد كاسيدي ممثل ومغني أمريكي.
- 22 نوفمبر:  دميتري خفوروستوفسكي مغني أوبرا روسي.
- 23 نوفمبر:  ألان هاريس لاعب ومدرب كرة قدم بريطاني.
- 24 نوفمبر:  إبراهيم خفاجي شاعر سعودي.
- 24 نوفمبر:  أنخل بيرني لاعب كرة قدم باراغواني.
- 25 نوفمبر:  رانس هاوارد ممثل أمريكي.
- 26 نوفمبر:  محمد موسى آل نصر عالم قراءت وداعية أردني.
- 28 نوفمبر:  جورج مارفن واتسون سياسي أمريكي.
- 28 نوفمبر:  شادية ممثلة ومغنية مصرية.
- 29 نوفمبر:  حسين محمد نصار أديب ومؤلف ومحقق ومترجم مصري.
- 29 نوفمبر:  سلوبودان برالياك سياسي وعسكري كرواتي بوسني.
- 30 نوفمبر:  جيم نابورس ممثل وكوميدي أمريكي.
- 30 نوفمبر:  كولن غروفز عالم أسترالي بعلوم الإنسان الحيوية.

### ديسمبر
- 1 ديسمبر:  انريكو كاستيلاني رسام ايطالي.
- 1 ديسمبر:  فريدي شميدتكي دراج ألماني.
- 2 ديسمبر:  مكاوي سعيدروائي مصري.
- 4 ديسمبر:  شاشي كابور ممثل هندي.
- 4 ديسمبر:  عبد المحسن القطان اقتصادي وسياسي وفاعل خير فلسطيني.
- 4 ديسمبر:   علي عبد الله صالح رئيس اليمن الشمالي السادس ثم رئيس الجمهورية اليمنية الأول.
- 5 ديسمبر:  ميخائيل الأول أخر ملوك رومانيا.
- 5 ديسمبر:  أوجوست أميس ممثلة اباحية كندية.
- 5 ديسمبر:  ثروت باسيلي ملياردير مصري.
- 5 ديسمبر:  جاك سيمون لاعب كرة قدم فرنسي.
- 5 ديسمبر:  جان دورميسون كاتب وفيلسوف فرنسي.
- 6 ديسمبر:  جوني هوليداي مغني وملحن وممثل فرنسي.
- 7 ديسمبر:  رولاند تايلور لاعب كرة قدم أمريكي.
- 9 ديسمبر:  ليونيد برونيفوي ممثل روسي.
- 10 ديسمبر:   أبو بكر سالم مغني وملحن سعودي يمني.
- 11 ديسمبر:  تشارلز روبرت جينكينز جندي سابق في الجيش الأمريكي.
- 12 ديسمبر:  إدوين لي سياسي أمريكي.
- 13 ديسمبر:  سامية صادق اعلامية مصرية.
- 13 ديسمبر:  بروس غراي ممثل كندي.د
- 14 ديسمبر:  تشارلز بايرون رينفرو قاض أمريكي.
- 14 ديسمبر:  تاميو أوكي ممثل أصوات ياباني.
- 15 ديسمبر:  ميتشيرو شيمادا كاتبة سيناريو أنمي يابانية.
- 16 ديسمبر:  كيلي سميث مغنية أمريكية.
- 17 ديسمبر:  محمد حسن مغني وملحن ليبي.
- 18 ديسمبر:  كيم جونغ هيون مغني كوري جنوبي.
- 20 ديسمبر:  محمد مصطفى الأعظمي عالم مسلم ومُحدِّث هندي.
- 21 ديسمبر:  بروس مكاندلس رائد فضاء أمريكي.
- 23 ديسمبر:  نفتالي ريفيرا لاعب كرة سلة بورتوريكي.
- 25 ديسمبر:  صلاح عيسى كاتب وصحفي مصري.
- 27 ديسمبر:  أوزفالدو فاتوري لاعب كرة قدم ايطالي.
- 29 ديسمبر:  روز ماري ممثلة أمريكية.

## جوائز نوبل
- في الكيمياء:  جاك دوبوشيه، يواخيم فرانك، ريتشارد هندرسون
- في العلوم الاقتصادية:  ريتشارد ثالر
- في الأدب:  كازوو إيشيغورو

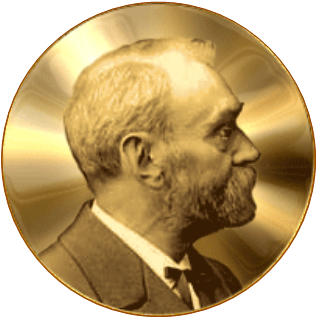
ميدالية نوبل

- في السلام:  الحملة الدولية لإلغاء الأسلحة النووية
- في الفيزياء:  باري باريش كيب ثورن راينر فايس
- في الطب وعلوم وظائف الأعضاء:  جيفري هال مايكل روسباش مايكل يونغ